# Habakuk (tegneseriefigur)
 For alternative betydninger, se Habakuk. (Se også artikler, som begynder med Habakuk)
Habakuk  er en hilbilly-eneboer, der især i 1960'erne var en almindeligt forekommende bifigur i Anders And-tegneserierne. Han har langt skæg helt ned til knæene, går i bondetøj og en større hat. Han er egentlig fjendtlig overfor fremmed, men vil gerne modtage gæster når de vil ham godt, f.eks. fik Joakim von And kontakt med ham, fordi han ville lære ham at blive rig. Men børn er han dog glad for, og dem jager han aldrig væk, men leger med dem. Han er analfabet, kolerisk, dyrker alt selv i sin have, så han kun behøver at købe salt i supermarkedet. Han kan meget ofte komme i klammeri med ænderne, især har Fætter Vims haft nogen sammenstød med ham.
Han har en gammel tandløs hund, Hannibal, der ofte kommer med kommentarer til handlingen i stil med Tintins Terry.